# Louis Charles d'Hervilly
Louis Charles d'Hervilly (Parigi, 26 febbraio 1756 – Londra, 14 novembre 1795) è stato un generale e nobile francese.

## Biografia

### I primi anni
Louis Charles era figlio di Louis-Michel César Le Cat d'Hervilly, marchese de Leschelles, signore di Devise, Hiron, Chigny, Flamengrie, Dury e tenente nel reggimento di fanteria del re; sua madre era Rose Adelaide de Castille de Chenoise. Fu zio materno di Adèle de Bellegarde, nata dal matrimonio di sua sorella Marie Charlotte Adélaïde Le Cat d'Hervilly con Robert-Eugène-François Noyel de Bellegarde, marchese des Marches.
Il 7 ottobre 1778, a Balleroy, sposò Marie Louise Augustine de La Cour de Balleroy (1758-1830).
Prestò servizio nell'esercito francese durante la guerra d'indipendenza americana, divenendo sottotenente di fanteria nel 1770, tenente nel 1778, capitano del reggimento dell'Auxerrois nel 1779. Prese parte all'assedio di Savannah nel 1779 e venne promosso colonnello nel 1780. Nel 1784 divenne vice maresciallo generale dello stato maggiore.
Al suo ritorno in Francia nel 1783, d'Hervilly ricevette un incarico come colonnello del reggimento Rohan-Soubise di stanza a Rennes dove si occupò prevalentemente di mantenere l'ordine locale.

### La Rivoluzione francese
Il 25 maggio 1790 e il 10 aprile 1791, quando nella città di Nantes si iniziarono a mostrare i primi segni di insurrezione, furono d'Hervilly ed il suo reggimento a ristabilire l'ordine, su richiesta del sindaco della città. Fedele al re, d'Hervilly si rifiutò di acclamare la repubblica e di esporre il tricolore.
Promosso maresciallo di campo dal sovrano, d'Hervilly comandò le guardie a cavallo della Guardia Costituzionale del re nel 1791, prendendo poi parte alla difesa delle Tuileries col maresciallo Mouchy il 20 giugno 1792, vigilando sulla sicurezza di Luigi XVI e della sua famiglia. Il 10 agosto chiese invano al re di permettergli di portarsi all'arsenale cittadino per recuperare le armi dei suoi uomini; poi accompagnò il re alla riunione dell'Assemblea Nazionale dopo il cessate il fuoco. Fu sempre lui a condurre Luigi XVI alla prigione del Tempio, atto dopo il quale d'Hervilly decise di emigrare. Si trasferì dapprima nei Paesi Bassi austriaci e poi in Gran Bretagna.

### Lo sbarco di Quiberon

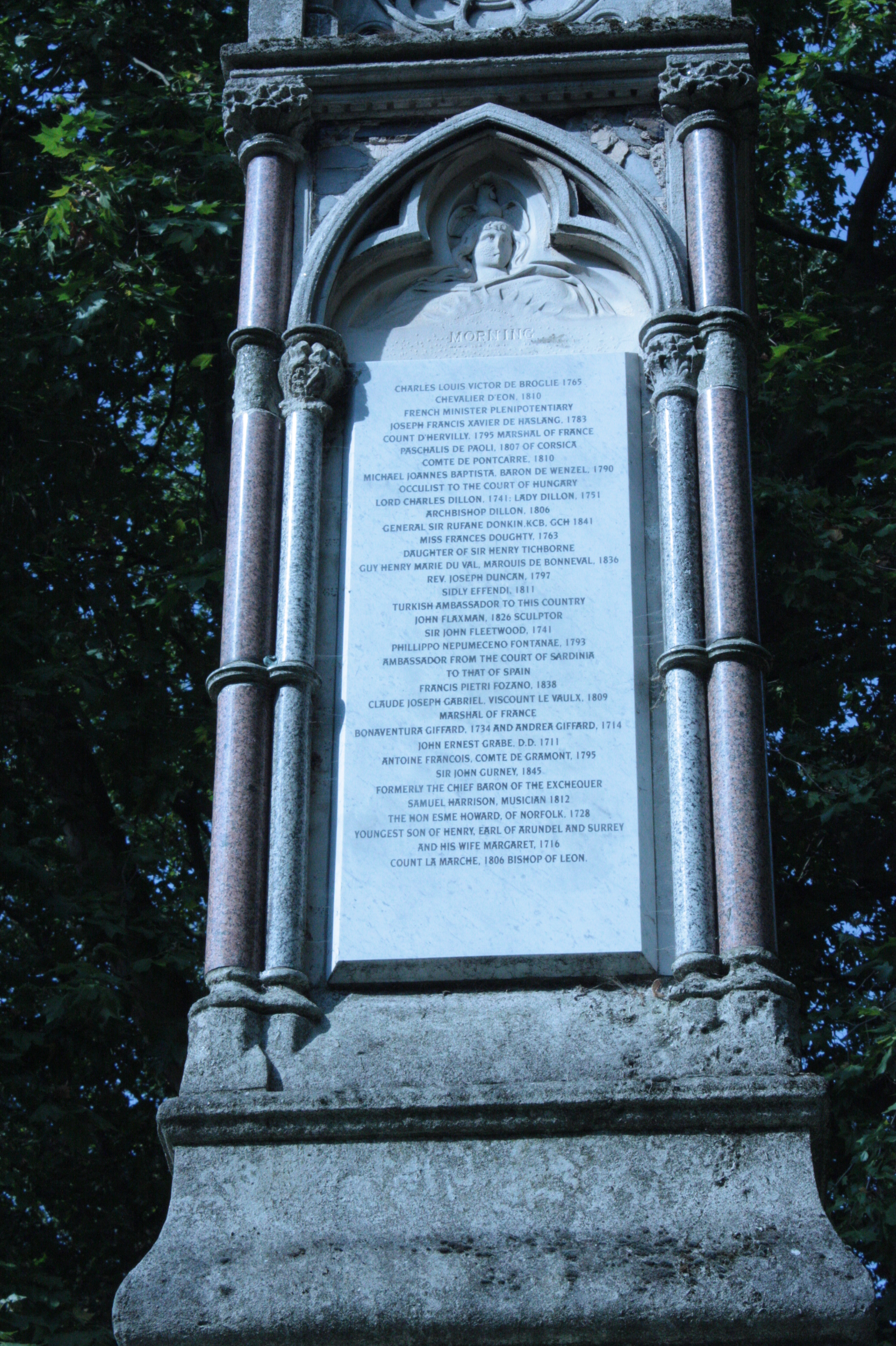
Il nome di d'Hervilly ricordato sul Burdett Coutts Memorial.

A Londra, d'Hervilly ottenne il permesso di formare un reggimento, una delle unità dell'Armée des émigrés. La maggior parte degli uomini che lo costituivano erano veterani delle guerre continentali, provenienti da Brema o da Tolone, affiancati da emigrati bretoni, prigionieri e artiglieri che gli permisero di giungere rapidamente a una forza di 1500 unità. Gli ufficiali erano tutti ex ufficiali provenienti da esercito e marina francesi. I reggimenti vennero divisi in quattro brigate.
Nel 1795, d'Hervilly venne nominato comandante della prima divisione del corpo degli emigrati, destinata a compiere uno sbarco in Bretagna.
Joseph de Puisaye, che godeva della fiducia di William Pitt il giovane, fu reso corresponsabile, con d'Hervilly, di questo sbarco. Gli venne conferito il titolo di generale di divisione, con piena autorità sui realisti dell'interno in Bretagna e Normandia. D'Hervilly fu vicino al futuro Carlo X e al futuro Luigi XVIII i quali invece non lo ripagarono sempre con la medesima fiducia, in particolare quando d'Hervilly si dimostrò ostile al progetto dello sbarco a Quiberon, preferendo invece sbarcare in Vandea dove i realisti avrebbero avuto sicuro appoggio da parte della popolazione locale che già si era rivoltata contro la Repubblica.
Il 26 giugno 1795, le truppe sbarcarono comunque al largo di Quiberon, ma subito si ebbe un litigio tra Puisaye e d'Hervilly. Il primo era intenzionato a compiere un'azione rapida e fulminea approfittando della disorganizzazione delle truppe repubblicane a riva, mentre il secondo vi si opponeva perché in quello stesso giorno aveva ricevuto una lettera da André-Charles Brottier che accusava Puisaye di non stare lavorando per il ritorno dei Borboni in Francia. Brottier incoraggiava d'Hervilly nella sua lettera ad essere cauto e ad obbedire solo dopo aver considerato attentamente gli ordini ricevuti. Si perse così un giorno prezioso nel compiere delle ricognizioni.
I repubblicani, guidati dal generale Hoche, si portarono altrettanto rapidamente a contrastare questo sbarco. I combattimenti si svolsero dal 30 giugno al 21 luglio 1795. L'incomprensione tra gli emigranti ed i 15.000 chouan ebbe esiti catastrofici. Questi ultimi, in particolare, erano male armati e poco disciplinati di fronte alle truppe bene addestrate della Repubblica, il che portò l'operazione alla disfatta.
Louis Charles d'Hervilly, gravemente ferito al petto, riuscì a ritirarsi a Londra ma vi morì a causa delle ferite riportate il 4 novembre 1795. Il reggimento d'Hervilly venne sciolto il 24 dicembre 1795. Louis Charles d'Hervilly venne poi sepolto nel cimitero dell'antica chiesa di Saint-Pancrace dove ancora è ricordato sul Burdett-Coutts Memorial.

## Matrimonio e figli
Louis Charles d'Hervilly si sposò a Balleroy (Calvados) il 7 ottobre 1778 con Augustine Marie Louise de La Cour de Balleroy (1759-1830), figlia di Charles Auguste de La Cour, marchese de Balleroy, signore di Vernay, Le Tronquay, Montfiquet, tenente generale degli eserciti del re, commendatore dell'ordine di San Luigi. Sua moglie era Adélaïde Sophie Elisabeth de L'Epinau. La coppia ebbe i seguenti figli:
- Ernestine (1781-1802), sposò Joseph Gabriel de Raymond de Nougarède, non ebbero discendenza;
- Julienne Blanche Louise (1784-1854), sposò nel 1803 Augusto Caffarelli, conte dell'Impero, aiutante di campo di Napoleone I, generale, Pari di Francia, grande ufficiale della Legion d'Onore (1766-1849);
- Louise Charlotte Thais (1792-1884), sposò nel 1811 Louis François César, conte di Hervilly, suo cugino, tenente colonnello dei cacciatori, consigliere generale della Somme, cavaliere dell'ordine di San Luigi (1788-1853)